# La Manga, Lerma
La Manga är en ort i Mexiko.   Den ligger i kommunen Lerma och delstaten Mexiko, i den sydöstra delen av landet, 40 km väster om huvudstaden Mexico City. La Manga ligger 2 575 meter över havet och antalet invånare är 768.
Terrängen runt La Manga är platt åt sydväst, men åt nordost är den kuperad. Runt La Manga är det tätbefolkat, med 493 invånare per kvadratkilometer. Närmaste större samhälle är Toluca, 18,4 km väster om La Manga. Trakten runt La Manga består till största delen av jordbruksmark.